# 黃泥涌市政大廈

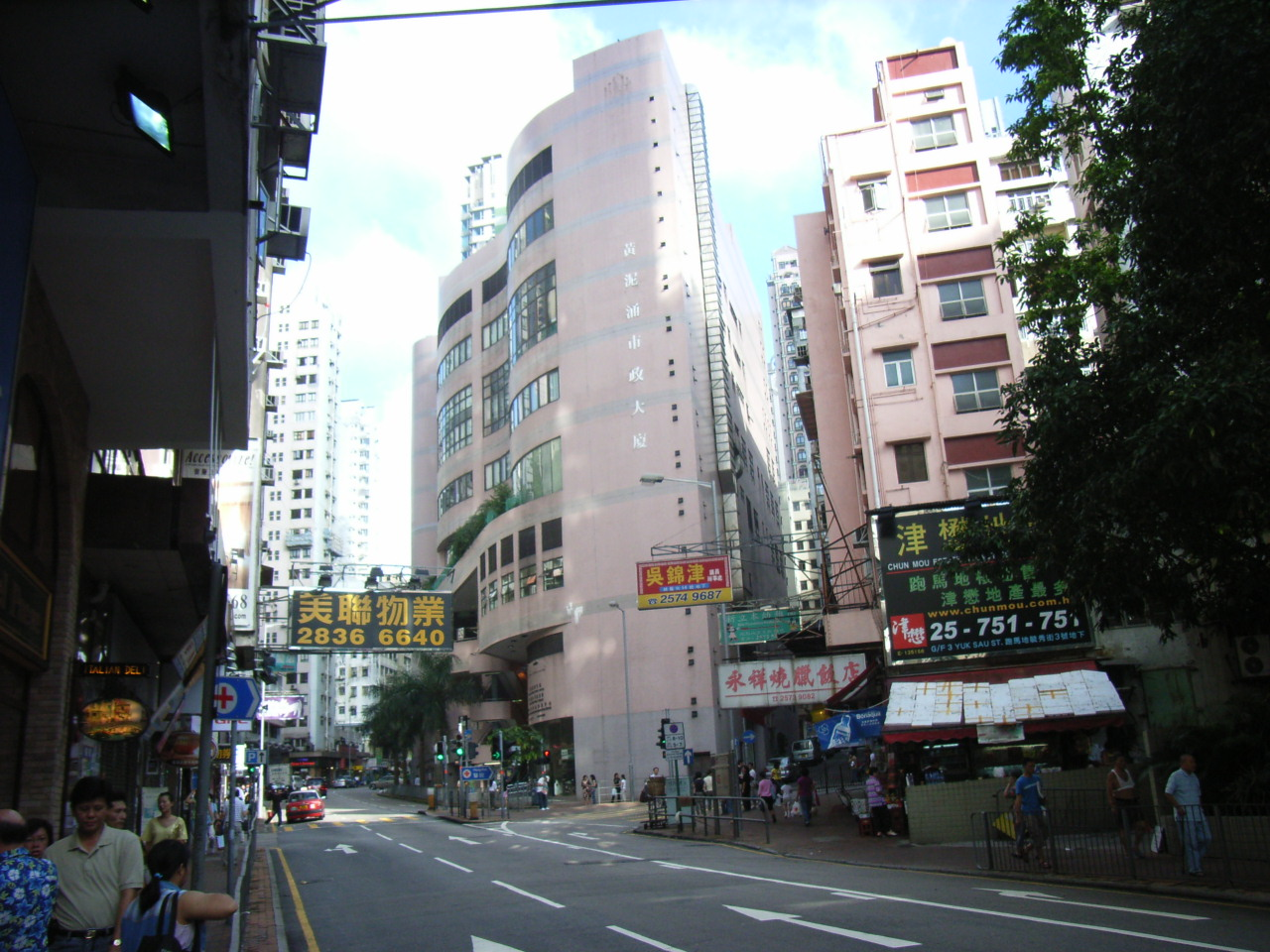
黃泥涌市政大廈

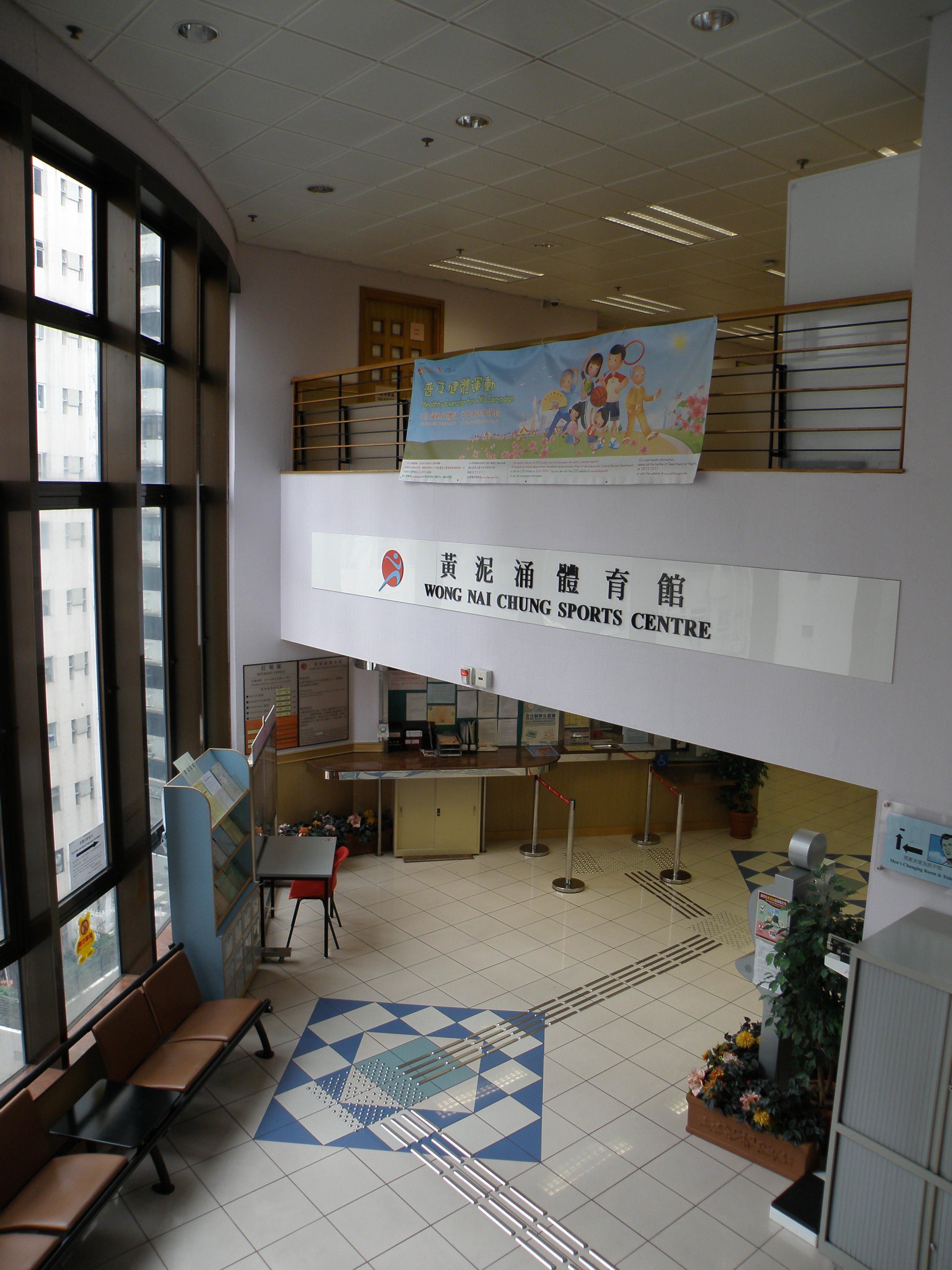
黃泥涌體育館

黃泥涌市政大廈（英語：Wong Nai Chung Municipal Services Building）是香港灣仔區跑馬地（又稱黃泥涌）的一座多用途的市政大樓，設有街市、公共圖書館、政府辦公室及體育館等設施，於1997年落成，地址為毓秀街2號，旁為成和道。

## 設施
- 黃泥涌街市
- 黃泥涌公共圖書館
- 黃泥涌體育館